# 双陪集
在数学领域, 群G中的 (H,K) 双陪集在G上的等价关系下是一个等价类, 其中 H K 是 G 的子群, G上的等价关系定义如下
x ~ y, 如果存在 h 属于 H , k 属于 K 满足 hxk = y.
每个双陪集具有形式 HxK, 并且 G 分割为自身的 (H, K) 双陪集; 双陪集中的每个元素, 都是 H 在 G 中的右陪集 Hy
和 K 在 G 中的左陪集 zK 的组合. 
一类重要的情形是 H = K, 这时有一类内积
HyH·HyH
是双陪集的一个并集. 在某些材料中, 例如有限群, 这可以作为相关的环的基.